# EHF-Pokal 1994/95
Am EHF-Pokal 1994/95 nahmen 34 Handball-Vereinsmannschaften teil, die sich in der vorangegangenen Saison in ihren Heimatligen für den Wettbewerb qualifiziert hatten. Es war die 14. Austragung des EHF-Pokals bzw. des IHF-Pokals. Der Titelverteidiger war CBM Alzira. Die Pokalspiele begannen am 3. September 1994, das zweite Finalspiel fand am 23. April 1995 statt. Im Finale konnte sich BM Granollers gegen Lokomotiv Tscheljabinsk durchsetzen.

## Modus
Der Wettbewerb startete mit einer Ausscheidungsrunde mit zwei Spielen. Die Sieger zogen in das Sechzehntelfinale ein. Alle Runden inklusive des Finals wurden im K.-o.-System mit Hin- und Rückspiel durchgeführt.

## Ausscheidungsrunde
|               | Gesamt |             | Hinspiel | Rückspiel |
| ------------- | ------ | ----------- | -------- | --------- |
| Rosk Riga     | 20:0   | Azeri Baku  | 10:0     | 10:0      |
| Pölva Serviti | 52:55  | JR Klaipėda | 21:23    | 31:32     |

## Sechzehntelfinals
|                        | Gesamt |                         | Hinspiel | Rückspiel |
| ---------------------- | ------ | ----------------------- | -------- | --------- |
| Montpellier HB         | 53:37  | HC Nes Ziona            | 27:11    | 26:26     |
| BM Granollers          | 65:58  | Vardar Skopje           | 34:23    | 31:35     |
| CBM Alzira Avidesa     | 56:43  | E&O Emmen               | 29:20    | 27:23     |
| IFK Skövde HK          | 46:44  | Fyllingen Bergen        | 27:20    | 19:24     |
| Uni Petrolul Craiova   | 36:44  | HT Tatran Prešov        | 23:21    | 13:23     |
| UHK West Wien          | 47:52  | Lokomotiv Tscheljabinsk | 25:24    | 22:28     |
| Sporting Lissabon      | 53:33  | HC Lyulin Sofia         | 23:18    | 30:15     |
| Initia HC Hasselt      | 37:63  | SG VfL/BHW Hameln       | 15:32    | 22:31     |
| RK Umag                | 0:20   | ZTR Saporischschja      | 0:10     | 0:10      |
| Alpi Prato             | 42:36  | Wacker Thun             | 17:23    | 25:13     |
| Rosk Riga              | 53:72  | VRI Aarhus              | 24:36    | 29:36     |
| ASKI Ankara            | 49:44  | Red Boys Differdange    | 31:23    | 18:21     |
| GAS Kilkis             | 50:37  | Amirani Tbilisi         | 24:14    | 26:23     |
| JR Klaipėda            | 43:53  | KH Kopřivnice           | 21:30    | 22:23     |
| UMF Selfoss            | 34:40  | RK Velenje              | 19:24    | 15:16     |
| Grammar School Nicosia | 35:53  | SC Szeged               | 18:23    | 17:30     |

## Achtelfinals
|                    | Gesamt  |                         | Hinspiel | Rückspiel |
| ------------------ | ------- | ----------------------- | -------- | --------- |
| ASKI Ankara        | 43:69   | Lokomotiv Tscheljabinsk | 22:33    | 21:36     |
| RK Velenje         | 36:36 * | HT Tatran Prešov        | 20:14    | 16:22     |
| SC Szeged          | 47:46   | Montpellier HB          | 27:24    | 20:22     |
| Alpi Prato         | 43:41   | IFK Skövde HK           | 22:18    | 21:23     |
| ZTR Saporischschja | 45:40   | Sporting Lissabon       | 25:20    | 20:20     |
| KH Kopřivnice      | 32:50   | BM Granollers           | 19:30    | 13:20     |
| GAS Kilkis         | 34:61   | SG VfL/BHW Hameln       | 18:30    | 16:31     |
| VRI Aarhus         | 44:56   | CBM Alzira Avidesa      | 25:25    | 19:31     |

## Viertelfinals
|                         | Gesamt  |                    | Hinspiel | Rückspiel |
| ----------------------- | ------- | ------------------ | -------- | --------- |
| SG VfL/BHW Hameln       | 50:46   | ZTR Saporischschja | 30:20    | 20:26     |
| BM Granollers           | 52:50   | CBM Alzira Avidesa | 29:21    | 23:29     |
| Alpi Prato              | 36:38   | RK Velenje         | 18:24    | 18:14     |
| Lokomotiv Tscheljabinsk | 48:48 * | SC Szeged          | 23:21    | 25:27     |

## Halbfinals
|                   | Gesamt |                         | Hinspiel | Rückspiel |
| ----------------- | ------ | ----------------------- | -------- | --------- |
| SG VfL/BHW Hameln | 47:52  | BM Granollers           | 26:24    | 21:28     |
| RK Velenje        | 45:58  | Lokomotiv Tscheljabinsk | 24:29    | 21:29     |

## Finale
Das Hinspiel in Tscheljabinsk fand am 15. April 1995 statt und das Rückspiel in Granollers am 23. April 1995.
|                         | Gesamt |               | Hinspiel | Rückspiel |
| ----------------------- | ------ | ------------- | -------- | --------- |
| Lokomotiv Tscheljabinsk | 45:49  | BM Granollers | 24:26    | 21:23     |